# Мане, Ансумане
Ансумане Мане (порт. Ansumane Mané, ок.1940 — 30 ноября 2000) — военный и политический деятель Гвинеи-Бисау, Председатель Высшего совета военной хунты Гвинеи-Бисау с 7 по 14 мая 1999 года. Организатор трёх попыток военных переворотов.

## Биография
Родился в Гамбии. 

В 1970-е годы Мане сражался против португальского колониального владычества под командованием Жуана Бернарду Виейры и стал его близким соратником. Когда в 1980 году Виейра пришёл к власти в результате государственного переворота, Мане поддержал его и в дальнейшем сделал успешную военную карьеру, дослужившись к 1998 году до начальника генерального штаба.
В начале 1998 года в Гвинее-Бисау начался политический кризис, связанный с предстоящими президентскими выборами, а также с гражданской войной в соседнем Сенегале. Президент публично обвинял генерала Мане в организации поставок оружия сенегальским сепаратистам, Мане обвинял в том же самом президента и министра обороны.
6 июня президент Виейра отправил Ансумане Мане в отставку, обвинив его в подготовке военного переворота. На следующий день войска, верные генералу Мане захватили часть столицы. Столкновения продолжались до 26 июля, после чего началась серия переговоров, а сторонники Мане продолжали контролировать часть столицы и несколько провинций. В ходе переговоров Виейра пошёл на уступки, его власть была ограничена.
В начале мая 1999 года Мане возобновил боевые действия. Его сторонники захватили международный аэропорт и склады оружия в столице, а 7 мая окружили президентский дворец и заставили Виейру бежать. Ансумане Мане как председатель высшего совета военной хунты взял власть в стране в свои руки. 14 мая он передал гражданскую власть председателю Национальной народной ассамблеи Малам Бакай Санья, сохранив полномочия главы военной хунты.
Новое правительство провело в январе 2000 года президентские и парламентские выборы, на которых однако сторонники Мане и поддерживаемый им и.о.президента Бакаи Санья потерпели поражение. Новый президент Кумба Яла распустил военную хунту, но Мане сохранил влияние в армии.
В ноябре 2000 года президент Яла произвёл новые назначения на высшие посты в армии без согласования с Мане. Мане заявил об отмене этих назначений, вернул на высшие посты своих сторонников и провозгласил себя главой новой хунты. 23 ноября 2000 года начались столкновения между войсками Мане и войсками, верными правительству. Мане был выбит из столицы и вынужден отступить на запад страны, в провинцию Биомбо, где 30 ноября погиб в перестрелке с правительственными силами. Оппозиционная партия ПАИГК заявила, что Мане был прав, не приняв произведённых назначений.